# MeseMoa.
MeseMoa.（めせもあ。）は、日本の5人組ボーイズアイドルグループ。カバーダンス動画の投稿をきっかけに結成され、自称アイドルとして活動している。2017年2月3日、むすめん。からMeseMoa.（めせもあ。）へ改名。

## メンバー

### 現在(2023年12月8日～)のメンバー
- 年齢を公表しているメンバーはあおい・野崎弁当の2名のみ。[2][3]

| 名前          | よみがな         | ニックネーム                                             | 誕生日        | メンバーカラー | 趣味・特技                                                   | 特記事項 |
| ------------- | ---------------- | -------------------------------------------------------- | ------------- | -------------- | ------------------------------------------------------------ | --- |
| あおい        | あおい           | あおいくん、あおいちゃん、きゃわたん、ちゃんさん、こども | 1999年1月30日 | レッド         | バク転・ダンス                                               | 最年少メンバー、トラフィックライト。 2015年第28回ジュノン・スーパーボーイ・コンテスト審査員特別賞受賞。 K-POPカバーユニット「にゃいにぃ」に参加。「K-POP COVER DANCE FESTIVAL 世界大会」に日本代表として出場、2位を受賞 |
| 気まぐれﾌﾟﾘﾝｽ | きまぐれぷりんす | ぷんちゃん、ぷんた、気まプリ、気まプ(きまぷ)             | 1月7日        | ライトブルー   | アイドルのライブに行く事・短距離走・振り付け                 | リーダー、トラフィックライト。 MeseMoa.の楽曲以外にもトラフィックライト。や後輩グループ パンダドラゴンの楽曲の振り付けも担当                                                                                            |
| 野崎弁当      | のざきべんとう   | 野崎さん、べんとす                                       | 1986年4月28日 | ブラウン       | ゲームのサントラを聴くこと・図書館業務ができる(司書資格あり) | 2018年に舞台「アンフェアな月」に出演。2019年に同シリーズの舞台「殺してもいい命」に出演。 アイスアイドル｢やわもちず｣初代メンバー                                                                                         |
| とみたけ      | とみたけ         | とみたん                                                 | 7月23日       | ライトピンク   | 買い物・ヘアセット                                           | 唯一の2期メンバー（2013年4月29日加入） 2017年ボイスドラマ配信サービス「恋するおやすみコール」出演 |
| ノックソ      | のっくそ         | のっくん                                                 | 10月26日      | パープル       | お酒を飲む事                                                 | 大阪在住 2019年サントリー ワイン「ダークホース」にのイメージ広告に起用される |

### 卒業メンバー
| 名前       | よみがな     | ニックネーム                      | 誕生日        | メンバーカラー     | 趣味・特技                   | 特記事項 |
| ---------- | ------------ | --------------------------------- | ------------- | ------------------ | ---------------------------- | --- |
| K'suke     | けーすけ     | 先生                              | 6月13日       | ブルー             | -                            | 卒業後は振付・ダンス指導等でサポート あおいとは「先生と僕」として活動し、ダンス動画も多数公開                                            |
| あすぱら   | あすぱら     | あっすー                          | 6月14日       | ピンク             | -                            | 卒業後は2015年11月からパフォーマンスユニット「COJIRASE THE TRIP」で活動                                                                  |
| ぜあらる。 | ぜあらる     | ぜっちゃん、ぜ。                  | 1988年7月13日 | オレンジ           | お笑いLIVE鑑賞・ゲーセン巡り | 卒業後はスタッフとしてサポート 元株式会社DD代表取締役（病気を理由に2022年2月代表取締役を辞任）                                           |
| 白服       | しろふく     | しろろ、白服さん、白さん、白様    | 10月16日      | イエロー           | 映画鑑賞・映像編集           | 元リーダー、トラフィックライト。 2013年第2回Perfumeダンスコンテスト 極(完コピ)部門グランプリ受賞                                         |
| 二番煎じ   | にばんせんじ | 煎じ、二番くん、煎じboy、ばんばん | 9月14日       | エメラルドグリーン | ゲーム・ドラム               | 2017年サイバーパンク朗読劇「RAYZ OF LIGHT//VIRAL」に出演                                                                                 |
| フォーゲル | ふぉーげる   | げるたん、フォゲミ                | 8月7日        | グリーン           | 深い眠り                     | K-POPカバーユニット「にゃいにぃ」に参加。「K-POP COVER DANCE FESTIVAL 世界大会」に日本代表として出場、2位を受賞                          |
| にーちゃん | にーちゃん   | にーちゃん、兄上、兄              | 7月13日       | パッションピンク   | 歌うこと、ピアノ、食べること | 2014年1月4日から活動休止していたが、2015年8月16日中野サンプラザ公演より活動再開 2017年サイバーパンク朗読劇「RAYZ OF LIGHT//VIRAL」に出演 |

#### ドリームモーニングむすめん。
卒業したK'suke、あすぱらに巫覡夜徒を加えた3人のメンバーで構成される派生グループ。本人たちの気が向いたときなどにランダムでむすめん。の活動に参加・サポートを行う。活動内容など特に制限はなくフリーダムなメンバー。

## グループ略歴

### 2012年
- 3月30日、白服が爆笑コメディアンズと共にパーソナリティーを務める金曜ニコラジの最終回でモーニング娘。鈴木香音からビデオレターで恋愛ハンターを踊ることをリクエストされる[5]。
- 5月10日、『男11人で モーニング娘。 - 恋愛ハンター を踊ってみた』をニコニコ動画に投稿。
- 8月18日、『ニコニコダンスマスター4～生でニコニコいかせて！～』にmorning musumen。として出演。恋愛ハンターのカバーダンスを披露、初めてのイベント出演となる。
- 10月10日、『男10人で モーニング娘。 - ワクテカ Take a chance を踊ってみた』をニコニコ動画・Youtubeに投稿。この動画をもってK'sukeが卒業となる。以後、振付を中心に裏方としてサポートを行う。

### 2013年
- 3月9日、『【むすめん。】War Cry ～アイドル気取りで何が悪い！～【オリジナル曲】』をニコニコ動画に投稿。初のオリジナル曲となる。
- 3月24日、初のワンマンライブ『むすめん。単独らいぶッ!2013春～アイドル気取りで何が悪い！～』を大阪amhallにて開催。
- 4月27日、1stシングル『War Cry～アイドル気取りで何が悪い！～』発売。
- 同4月27日・28日、『ニコニコ超パーティ II』出演。また、27日の超パーティ出演をもってあすぱら卒業となる。
- 4月29日、『むすめん。単独ミニらいぶッ!～in 東京～』をBirth 新宿にて開催。とみたけがメンバーに加入。更に巫覡夜徒がドリむす。に加入する。
- 5月2日、『男10人で モーニング娘。 - One・Two・Three を踊ってみた』をニコニコ動画・Youtubeに投稿。あすぱら参加の最後のカバーダンス動画。
- 8月11日、『SUMMER SONIC 2013「出れんの!?サマソニ!?」』に2013年枠として出演。[6]
- 8月18日、『Nico Nico D@nce M@ster FINAL』出演。とみたけを加えた10人で『War Cry～アイドル気取りで何が悪い！～』を披露。
- 9月7日、2ndシングル『サマー☆ビーナス ～真夏のアイドル～』発売。とみたけ初参加シングル。
- 10月〜14年1月、初めての全国ツアー『むすめん。単独ツアー～なりきりっ☆男子ING～』を開催。全国4箇所(大阪・福岡・名古屋・東京)を回るツアーとなる。
- 10月19日、ツアー大阪公演にて気まぐれﾌﾟﾘﾝｽがサブリーダー就任を発表。また、同時に野崎弁当がウィッグ(茶髪)での活動から地毛での活動に移行することを発表。

### 2014年
- 1月4日、3rdシングル『たじたじ✽ファンタジー ～君のアイドルになりたくて～』発売。
- 同日、単独ツアーファイナルをもってにーちゃんが活動休止。
- 4月1日、ニコニコ生放送にて、(1)Zeppダイバーシティ東京公演の開催 (2)ファーストアルバムの発売 が発表された。また、むすめん。の活動に力を入れるため、関西に住んでいた気まぐれﾌﾟﾘﾝｽ・ぜあらる。、北海道に住んでいたとみたけが上京し、東京に住んでいた白服とシェアハウスを始めていたことが明かされる。
- 4月26日、1stアルバム『Wonder Dream』発売。
- 同日・27日、『ニコニコ超パーティーIII』出演。ザ☆ピ～ス!を披露した際、石川梨華がサプライズゲストで登場。本家モーニング娘。OGと共演を果たす。
- 6月14日～9月6日、『むすめん。全国ツアー2014 ～夏☆彡MEETING!会いドル気取り真っ最chu♡～』が全国11都道府県にて行われる。
- 8月23日、4thシングル『Honey Bee』発売。
- 11月23日、1stDVD『むすめん。1st LIVE DVD 全国ツアー2014～夏★彡MEETING！会いドル気取り真っ最chu♡～』発売。

### 2015年
- 1月2日、5thシングル『Rabbit Jump!!』発売。
- 同日、『むすめん。単独ライブ in Zeppダイバーシティ東京～ほっぷ ステップ Zeeeeeeeeeepp!!～』をZeppダイバーシティ東京にて開催。また、ライブにてメンバーにサプライズで中野サンプラザ公演の開催が発表される。
- 3月25日〜28日、むすめん。舞台「INNOCENT BOYS」が上演される。また、ぜあらる。が突発性難聴のため降板、代役をあすぱらが務めた。
- 4月25日、2ndアルバム『2222』を発売。
- 同日、2ndDVD『むすめん。単独ライブ in Zeppダイバーシティ東京 ほっぷ ステップ～Zeeeeeeeeeepp!!～』を発売。
- 5月16日〜8月1日、『むすめん。全国ツアー2015夏 ～ビーナス探知機きゅぴぴぴぴーん⤴⤴～』を開催。沖縄限定開催を含む全国14都府県でのツアーとなる。
- 6月20日、『ズームイン!!サタデー』のニューボーイズアイドル特集に出演。
- 7月26日、6thシングル『Chameleon Color』発売。PV監督にハロー!プロジェクトなどのプロモーションビデオを手掛ける竹久正記を迎える。
- 8月16日、結成以来の目標としていた中野サンプラザにて『むすめん。全国ツアー2015夏 ファイナルSP ～Dream of 2222～』を行う。公演にはサプライズで石川梨華が出演。[7] そして、メンバーにサプライズで (1)2016年に47都道府県ツアーの開催 (2)公式ファンクラブの発足 (3)『Chameleon Color』発売記念追加チェキ会開催 (4)8月20日『ETA武道館』への出演決定 (5)10月よりテレビ埼玉で冠番組開始 が発表された。
- 同日、活動休止していたメンバーのにーちゃんが活動を再開。この日の中野サンプラザ単独公演より10人でのむすめん。の活動となる。
- 10月3日、冠番組がテレビ埼玉にて放映開始。第1回・2回放送は『むすめん。』のタイトル表記であったが第3回放送より『むすたま。』となっている。
- 11月5日、ぜあらる。が半月板損傷のため、歌・ダンスに関しての活動を休止することを発表。
- 11月19日、OTODAMA 空フェス 2015 ～冬、空に一番近い祭～にて元モーニング娘。田中れいながリーダーを務めるガールズバンドLoVendoЯとの2マンライブを行う。
- 11月20日、『しぇあむす。』 むすめん。 1st PHOTO BOOKがKADOKAWA/エンターブレインより発売。
- 12月11日、『しぇあむす。』　むすめん。 1st PHOTO BOOKめいきんぐDVDがKADOKAWA/エンターブレインより発売。
- 12月23日、7thシングル『灼熱！鬼ヶ島DANJI』を発売。
- 12月23日～12月27日、『むすめん。感謝祭2015冬～Re:START～』を開催。ハーモニーホール座間、森ノ宮ピロティホールの神奈川・大阪二ヵ所にて行われる。

### 2016年
- 1月2日、ぜあらる。がパーソナリティを務める『むすめん。ぜあらる。のお雑談RADIO』がFM-FUJIにてレギュラー放送開始。
- 1月31日、ぜあらる。が半月板損傷の治療に専念するため、4月から開催される『むすめん。全国47都道府県ツアー ～Thanks!～』の不参加を発表。
- 4月1日、あおいが事務所所属へ。砂岡事務所に所属。[8][9]
- 同日、野崎弁当が北海道より上京し、ノックソ以外のメンバーが全員東京周辺の在住となる。
- 4月9日～、『むすめん。全国47都道府県ツアー ～Thanks!～』を開催。4月9日ディファ有明公演を皮切りとし、初の全国47都道府県を回るツアーとなる。
- 7月2日、ぜあらる。が『むすめん。全国47都道府県ツアー ～Thanks!～』神奈川公演において現行ツアーをもってむすめん。を卒業することを発表。[10]。
- 7月5日、白服・あおい・気まぐれﾌﾟﾘﾝｽがコーナーレギュラーを務める「みんなでつくる『みんチャン!』」が東京MXにてレギュラー放送開始。同じく3人がEDテーマ歌唱も担当。
- 8月4日、白服・あおい・気まぐれﾌﾟﾘﾝｽの3人がダンスボーカルユニット「トラフィックライト。」としてビクターよりメジャーデビューすることが発表された。[11]
- 8月6日、8thシングル『新鮮！竜宮城RENBO』を発売。
- 11月16日、トラフィックライト。メジャーデビューシングル『Dance Dance!! / Traffic Jam』が発売。オリコンウィークー9位を記録。

### 2017年
- 1月7日、9thシングル『着陸！月面ZENBU』を発売。カップリングにはぜあらる。ソロ曲を収録。
- 1月8日、『むすめん。全国47都道府県ツアー ～Thanks!～』岩手公演にて、グループ名を変更することを発表。
- 1月22日、『むすめん。全国47都道府県ツアーファイナル ぜあらる。卒業～Special Thanks!～』をもってぜあらる。が卒業。
- 2月3日、この日をもってグループ名を『MeseMoa.』へ改名。
- 4月7日～、にーちゃんがサブパーソナリティを務める『ぜあらる。のお雑談RADIO Returns！』がFM-FUJIにてレギュラー放送開始。
- 4月29日、MeseMoa.1stアルバム『Secret』発売。
- 5月3日、『MeseMoa.ホールツアー ～むすめん。名前変えたってよ～』を開催。初日の神奈川公演を皮切りに全国20カ所、改名後初、グループ初のホールツアー。
- 同日、ぜあらる。が株式会社DDを設立し、Mesemoa.がDD所属アーティストになったことを発表。 [12][13]
- 8月26日、MeseMoa.1stシングル『Muddy Water』発売。カップリングは『フー・ダニット？』『夏の終わり、蝉時雨の中』。
- 9月2日『Mステへの階段・ウルトラオーディション』に挑戦。応募総数約2000組から最終スタジオ審査10組に進出 [14][15]
- 9月4日 『DD presents MeseMoa. Babies AUDITION』募集開始[16]
- 9月30日『DD Party 2017～灼熱！ドラゴン SHOW TIME～』開催。株式会社DD初となる所属アーティスト総出演のコンサート。
- 12月21日～26日、ミュージカル『Cry for the MOON-月に捧げる唄-』をMeseMoa.総出演で公演。
- 12月31日、2ndシングル『New Sunshine』を発売。野崎弁当がセンターを務める。カップリングにはあおい・二番煎じのダブルセンター曲あり。

### 2019年
- 3月20〜25日、砂岡事務所プロデュースミュージカル『Re:Trigger』に、メインキャストとして出演。
- 8月4日、パシフィコ横浜にて、MeseMoa.全国ツアー2019「Ch8～チャンネル8～」ファイナル公演を開催。チケットは完売し約4,000人の動員を記録した。

### 2020年
- MeseMoa.全国ホールツアー 2020「GALAXY.5」が、新型コロナウイルス感染症の感染拡大防止ため中止となる。6月27日、28日に無観客の配信ライブを実施。
- 11月、CCCreation Presentsオリジナルミュージカル「Phantom Quest」に、白服、とみたけ、にーちゃん、野崎弁当がメインキャストとして出演。また、気まぐれﾌﾟﾘﾝｽ、二番煎じ、ノックソ、フォーゲルも、日替わりキャストとして出演。

### 2021年
- 1月28日、およそ1年ぶりとなる有観客ライブ「MeseMoa.ライブ2021in豊洲PIT～レボリューション21～」開催。
- 4月29日、MeseMoa.単独ライブ2021 幕張メッセ「Continue 〜強くてニューゲーム〜」開催。

### 2022年
- 5月4日、MeseMoa.10周年記念ツアー春「アイドル気取りで何が悪い！～MeseMoa.ハウスへようこそ～」ファイナル公演（東京）にて、2023年3月14日に念願の日本武道館単独公演を開催する旨が発表される。
- 6月16日、白服及びフォーゲルが2023年末を目処にグループから卒業する旨を発表。[17]

### 2023年
- 3月14日、目標としていた日本武道館単独公演を開催。その中で、白服、フォーゲルの卒業公演が自身最大規模となる横浜アリーナで開催されることが発表される。
- 日本武道館公演翌日から白服、二番煎じ、にーちゃんの3名が活動を休止。気まぐれﾌﾟﾘﾝｽ、あおい、フォーゲル、野崎弁当、ノックソ、とみたけの6名で全国ツアー「ロクブンノキュウ」を開催するなど活動を継続。
- 6月28日、活動休止中だった白服、二番煎じ、にーちゃんの3名が活動再開。同時に、二番煎じ及びにーちゃんが、白服・フォーゲルとともに2023年をもってグループから卒業する旨を発表。
- 12月8日、Mesemoa.ホールツアー2023「イルミラクル FINAL~Dear イルミィ From 9~」を開催。本公演をもって白服、フォーゲル、二番煎じ、にーちゃんが卒業。2代目リーダーを気まぐれﾌﾟﾘﾝｽが務めることが発表される。

### 2024年
- 1月25日、5人体制初となる14thシングル『I'm sorry, I love you』をリリース。
- リアルアイドルプロジェクト に参加。4月2日、38組の男性アイドルグループによる合同シングル『トキメキUNITED』をリリース。[18] 同シングルが4月15日付けオリコン週間シングルランキングで1位を獲得。
- 8月6日、15thシングル『愛してる体感BABY』をリリース。表題曲は念願のつんく♂による作詞作曲。

## 特徴

### 結成のきっかけ
白服が爆笑コメディアンズと共にパーソナリティーを務める金曜ニコラジの最終回で元モーニング娘。鈴木香音からビデオレターで恋愛ハンターを踊ることをリクエストされ泣きながら「ずぇぇぇったい踊る」と約束したことによる。白服が当時ニコニコ動画で動画投稿者として活躍していたメンバーたちを誘い、現メンバーのとみたけを除く11人でmorning musumen。として「男11人で モーニング娘。 - 恋愛ハンター を踊ってみた」を投稿、これをもってmorning musumen。(むすめん。)の結成となる。
当初はあくまでモーニング娘。のカバーダンス動画を投稿するグループmorning musumen。として活動していたが、2013年の初単独ライブ・初オリジナル楽曲制作に伴ってボーイズアイドルグループ「むすめん。」としての活動を開始する。初単独ライブ時の「中野サンプラザでライブをする！」という発言によりハロプロの聖地中野サンプラザでの公演を目指して活動することとなる。その後二度の中野サンプラザでのワンマンライブを行う。現在はさらなる目標、武道館でのワンマンライブを目標に活動中。

### セルフプロデュースでの活動
結成当初より事務所などに所属せず活動を行っていたが、むすめん。卒業メンバーのぜあらるが株式会社DDを立ち上げたため事務所所属という形となった。CDの販売や制作、ライブなどを自主制作で行う、セルフプロデュースで活動するアイドルである。

### 動画投稿サイト出身
メンバー全員が元々ニコニコ動画へダンス動画などを投稿していた動画投稿者である。現在でも本名ではなく動画投稿の際に使用していたハンドルネームを使用して活動している。基本的には本名や年齢などの個人情報などは非公開であるが、メンバーによっては公表していることもある。また、メンバー自身の仕事や学業などと並行しての活動であった。しかし2015年8月中野サンプラザ公演にて、今後アイドル活動のみにシフトし「むすめん。を仕事に」していくことが白服によって明らかにされた。

### その他特徴
改名時に「むすめん。」から「Mesemoa.（めせもあ。）」になったのは、一歩前進するという意味をこめて「む」「す」「め」「ん」の文字を50音図で一つずつ前に進めたからであり、めせもあ。の「。」は、ぜあらる。の「。」からきている。また、「Message More」（めっせーじもあ）という意味も込められている。グループのイメージカラーはオレンジ。
Mesemoa.のファンは「イルミィ」と称されている。Mesemoa.の道を「照らす」という意味で、英単語の「illuminate」に由来している。
YouTubeチャンネルには、オリジナル曲のPV、ライブ映像、踊ってみた動画の他に、歌ってみた動画や「めせらい」と呼ばれるメンバーの日常系動画が投稿されている。

## 作品・出演など

### シングル
| #                  | タイトル                                           | 発売日         | 収録曲                                                                                              | 作家 | 備考 |
| ------------------ | -------------------------------------------------- | -------------- | --------------------------------------------------------------------------------------------------- | --- | --- |
| 『むすめん。』名義 |                                                    |                | | | |
| 1                  | War Cry～アイドル気取りで何が悪い～                | 2013年4月27日  | (1)War Cry～アイドル気取りで何が悪い～ (2)Voyager                                                   | (1)(2)作詞作曲編曲：halyosy | 初期メンバー9人でのシングル c/wは白服、あおいのユニット曲                                                                                                   |
| 1                  | War Cry～アイドル気取りで何が悪い～                | 2013年4月27日  | (1)War Cry～アイドル気取りで何が悪い～ (2)Voyager                                                   | (1)(2)作詞作曲編曲：halyosy | 限定盤：CD+DVD『War Cry』MV、Dance shot Ver.、『むすめん。寝起きドッキリ！』、Live Ver.                                                                     |
| 2                  | サマー☆ビーナス～真夏のアイドル～                  | 2013年9月7日   | (1)サマー☆ビーナス～真夏のアイドル～ (2)Don't Look Back                                             | (1)(2)作詞作曲編曲：halyosy | 2期生とみたけ初のシングル(10人体制) c/wは野崎弁当、二番煎じのユニット曲                                                                                     |
| 2                  | サマー☆ビーナス～真夏のアイドル～                  | 2013年9月7日   | (1)サマー☆ビーナス～真夏のアイドル～ (2)Don't Look Back                                             | (1)(2)作詞作曲編曲：halyosy | 限定盤：CD+DVD『サマー☆ビーナス』MV、メイキング、『むすめん。クッキング☆バトル』                                                                            |
| 3                  | たじたじ＊ファンタジー～君のアイドルになりたくて～ | 2014年1月4日   | (1)たじたじ＊ファンタジー～君のアイドルになりたくて～ (2)牡丹雪                                     | (1)(2)作詞作曲編曲：halyosy | にーちゃん活動休止に伴いこれ以降9人でのシングル |
| 3                  | たじたじ＊ファンタジー～君のアイドルになりたくて～ | 2014年1月4日   | (1)たじたじ＊ファンタジー～君のアイドルになりたくて～ (2)牡丹雪                                     | (1)(2)作詞作曲編曲：halyosy | 限定盤：CD+DVD『たじたじ・ファンタジー』MV、Dance shot Ver.、メイキング、『むすめん。ドッヂボール＊バトル』                                                 |
| 4                  | Honey Bee                                          | 2014年8月23日  | (1)Honey Bee (2)1230                                                                                | (1)作詞作曲編曲：halyosy (2)作詞：ぜあらる。／作曲編曲：halyosy | 発売は収録メンバー別に3種類 c/wは気まぐれﾌﾟﾘﾝｽ、ノックソ、ぜあらる。のユニット曲                                                                            |
| 4                  | Honey Bee                                          | 2014年8月23日  | (1)Honey Bee (2)1230                                                                                | (1)作詞作曲編曲：halyosy (2)作詞：ぜあらる。／作曲編曲：halyosy | 限定盤：CD+DVD『Honey Bee』MV、Dance shot Ver.、Solo Dance & Close-up Ver.                                                                                  |
| 5                  | Rabbit Jump!!                                      | 2015年1月2日   | (1)Rabbit Jump!! (2)Blue Moon                                                                       | (1)(2)作詞作曲編曲：halyosy | 発売は収録内容別に3種類 c/wはあおいソロ曲 |
| 5                  | Rabbit Jump!!                                      | 2015年1月2日   | (1)Rabbit Jump!! (2)Blue Moon                                                                       | (1)(2)作詞作曲編曲：halyosy | 限定盤：CD+DVD『Rabbit Jump!!』MV、Solo Dance & Close-up Ver.／わちゃわちゃ鬼ごっこVer.／Multi Close-up Ver.／Dance shot Ver.                               |
| 6                  | Chameleon Color                                    | 2015年7月26日  | (1)Chameleon Color (2)ばいばい                                                                      | (1)(2)作詞作曲編曲：halyosy | 通常盤の発売は収録メンバー別に9種類 |
| 6                  | Chameleon Color                                    | 2015年7月26日  | (1)Chameleon Color (2)ばいばい                                                                      | (1)(2)作詞作曲編曲：halyosy | 通常盤：CD+DVD『Chameleon Color』Solo Dance & Close-up ver.、『答えて！5つのクエスチョン』 限定盤：CD+DVD『Chameleon Color』MV、Dance shot Ver.、メイキング |
| 7                  | 灼熱！鬼ヶ島DANJI                                  | 2015年12月23日 | (1)灼熱！鬼ヶ島DANJI (2)街頭アンケート                                                              | (1)(2)作詞作曲編曲：halyosy | 約2年ぶりの10人でのシングル 限定盤は収録メンバー別に5種類                                                                                                   |
| 7                  | 灼熱！鬼ヶ島DANJI                                  | 2015年12月23日 | (1)灼熱！鬼ヶ島DANJI (2)街頭アンケート                                                              | (1)(2)作詞作曲編曲：halyosy | 通常盤：CD 限定盤：CD+DVD『鬼ヶ島DANJI』MV、Dance shot Ver.、メイキング、Solo Ver.                                                                          |
| 8                  | 新鮮！竜宮城RENBO                                  | 2016年8月6日   | (1)新鮮！竜宮城RENBO (2)最強バケーション                                                            | (1)(2)作詞作曲編曲：halyosy | 発売は収録メンバー別に3種類 |
| 8                  | 新鮮！竜宮城RENBO                                  | 2016年8月6日   | (1)新鮮！竜宮城RENBO (2)最強バケーション                                                            | (1)(2)作詞作曲編曲：halyosy | 限定盤：CD+DVD『竜宮城RENBO』MV、Dance shot Ver.、メイキング、Solo Dance & Close-up Ver.                                                                    |
| 9                  | 着陸！月面ZENBU                                    | 2017年1月7日   | (1)着陸！月面ZENBU (2)Is there -RAL color-                                                          | (1)作詞作曲編曲：halyosy (2)作詞：ぜあらる。／作曲編曲：halyosy | むすめん。名義のラストシングル c/wはぜあらる。ソロ曲 通常盤は収録メンバー別に10種類                                                                         |
| 9                  | 着陸！月面ZENBU                                    | 2017年1月7日   | (1)着陸！月面ZENBU (2)Is there -RAL color-                                                          | (1)作詞作曲編曲：halyosy (2)作詞：ぜあらる。／作曲編曲：halyosy | 通常盤：CD『月面ZENBU』Solo Ver. 限定盤：CD+DVD『月面ZENBU』MV、Dance shot Ver.、メイキング                                                                 |
| 『MeseMoa.』名義   |                                                    |                | | | |
| 1                  | Muddy Water                                        | 2017年8月26日  | (1)Muddy Water (2)フー・ダニット？ (3)夏の終わり、蝉時雨の中                                        | (1)作詞作曲編曲：halyosy (2)作詞：Mikkii(fixsodia)／作曲：Maxi(fixsodia) & Bach(fixsodia)／編曲：Bach(fixsodia) (3)作詞：Mikkii／作曲：Bach／編曲：Mikki & Bach                | MeseMoa.名義での初のシングル 限定盤は収録メンバー別に3種類 通常盤はジャケットの色別に3種類                                                                  |
| 1                  | Muddy Water                                        | 2017年8月26日  | (1)Muddy Water (2)フー・ダニット？ (3)夏の終わり、蝉時雨の中                                        | (1)作詞作曲編曲：halyosy (2)作詞：Mikkii(fixsodia)／作曲：Maxi(fixsodia) & Bach(fixsodia)／編曲：Bach(fixsodia) (3)作詞：Mikkii／作曲：Bach／編曲：Mikki & Bach                | 通常盤：CD 限定盤：CD+DVD『Muddy Water』MV、Dance shot Ver.、メイキング、Solo Dance ＆ Close-up Ver.                                                        |
| 2                  | New Sunshine                                       | 2017年12月31日 | (1)New Sunshine (2)Tempest (3)エニグマ (4)tap-tap!                                                  | (1)(2)作詞作曲編曲：halyosy (3)作詞作曲編曲：宮崎歩 (4)作詞作曲：宮崎歩&ヨネヤマユキ／編曲：宮崎歩                                                                             | (1)は野崎弁当、(2)はあおいプロデュース楽曲 限定盤は収録メンバー別に3種類                                                                                    |
| 2                  | New Sunshine                                       | 2017年12月31日 | (1)New Sunshine (2)Tempest (3)エニグマ (4)tap-tap!                                                  | (1)(2)作詞作曲編曲：halyosy (3)作詞作曲編曲：宮崎歩 (4)作詞作曲：宮崎歩&ヨネヤマユキ／編曲：宮崎歩                                                                             | 通常盤：CD 限定盤：CD+DVD『New Sunshine』MV、Dance shot ver.、メイキング、Solo Dance Ver.                                                                   |
| 3                  | Flower Wind                                        | 2018年5月3日   | (1)Flower Wind (2)Maze (3)握った手はまるで、つなぎ目のよう。                                        | (1)(2)作詞作曲編曲：halyosy (3)作詞作曲編曲：koman's | 限定盤は収録メンバー別に3種類 クレジットにはメイキング収録とあるがデータトラブルのため発売時はライブ映像に差し替え                                          |
| 3                  | Flower Wind                                        | 2018年5月3日   | (1)Flower Wind (2)Maze (3)握った手はまるで、つなぎ目のよう。                                        | (1)(2)作詞作曲編曲：halyosy (3)作詞作曲編曲：koman's | 通常盤：CD 限定盤：CD+DVD『Flower Wind』MV、Dance shot Ver.、ライブ映像、Solo Dance Ver.                                                                    |
| 4                  | 大逆転ディーラー                                   | 2018年8月25日  | (1)大逆転ディーラー (2)オーロラ曲技団 (3)Symbol (4)-A Turas (4)-B Shine on you (4)-C 共にあるように | (1)(2)作詞作曲編曲：halyosy (3)作詞：Mikkii(fixsodia)／作曲編曲：Bach(fixsodia) (4)-A 作詞作曲編曲：Mikkii(fixsodia) (4)-B 作詞作曲編曲：阿久津健太郎 (4)-C 作詞作曲編曲：GAKU | 限定盤は収録メンバー別に3種類 通常盤は4曲目のc/w収録曲別に4種類                                                                                             |
| 4                  | 大逆転ディーラー                                   | 2018年8月25日  | (1)大逆転ディーラー (2)オーロラ曲技団 (3)Symbol (4)-A Turas (4)-B Shine on you (4)-C 共にあるように | (1)(2)作詞作曲編曲：halyosy (3)作詞：Mikkii(fixsodia)／作曲編曲：Bach(fixsodia) (4)-A 作詞作曲編曲：Mikkii(fixsodia) (4)-B 作詞作曲編曲：阿久津健太郎 (4)-C 作詞作曲編曲：GAKU | 通常盤：CD 限定盤：CD+DVD『大逆転ディーラー』MV、Dance shot ver.、メイキング、Solo Dance Ver.                                                               |
| 5                  | 平成パラダイムチェンジ                             | 2019年4月26日  | (1)平成パラダイムチェンジ (2)パシフィック展望台                                                     | (1)(2)作詞作曲編曲：halyosy | 限定盤はジャケットデザイン違いで2種類 |
| 5                  | 平成パラダイムチェンジ                             | 2019年4月26日  | (1)平成パラダイムチェンジ (2)パシフィック展望台                                                     | (1)(2)作詞作曲編曲：halyosy | 通常盤：CD 限定盤：CD+DVD『DDグループ対抗駅伝大会』 |
| 6                  | 真逆の糸                                           | 2019年10月04日 | (1)真逆の糸 (2)Your ID (3)キミラビリンス (4)ハピハピバスデ（Dear イルミィ Ver.）                    | (1)作詞作曲編曲：halyosy (2)作詞作曲：GAKU／編曲：GAKU, JUNKI (3)作詞作曲編曲：阿久津健太郎 (4)作詞：halyosy & MeseMoa.／作曲：halyosy／編曲：Bach                             | 通常盤はジャケットデザイン違いで10種類 |
| 6                  | 真逆の糸                                           | 2019年10月04日 | (1)真逆の糸 (2)Your ID (3)キミラビリンス (4)ハピハピバスデ（Dear イルミィ Ver.）                    | (1)作詞作曲編曲：halyosy (2)作詞作曲：GAKU／編曲：GAKU, JUNKI (3)作詞作曲編曲：阿久津健太郎 (4)作詞：halyosy & MeseMoa.／作曲：halyosy／編曲：Bach                             | 通常盤：CD 限定盤：CD+DVD『後輩たちに聞いてみました！格付けし合う男たち』                                                                                   |
| 7                  | 烏合之衆                                           | 2020年2月28日  | (1)烏合之衆 (2)Gratest Delight                                                                      | (1)作詞作曲編曲：halyosy (2)作詞作曲編曲：阿久津健太郎 | リリースイベントは2022年に『アワアワ』『殺生石』との合同で実施                                                                                              |
| 7                  | 烏合之衆                                           | 2020年2月28日  | (1)烏合之衆 (2)Gratest Delight                                                                      | (1)作詞作曲編曲：halyosy (2)作詞作曲編曲：阿久津健太郎 | 通常盤：CD 限定盤：CD+DVD『烏合之衆』メイキング |
| 8                  | アワアワ                                           | 2020年11月27日 | (1)アワアワ (2)ねぇ                                                                                 | (1)作詞作曲編曲：halyosy (2)作詞作曲編曲：阿久津健太郎 | リリースイベントは2022年に『烏合之衆』『殺生石』との合同で実施                                                                                              |
| 8                  | アワアワ                                           | 2020年11月27日 | (1)アワアワ (2)ねぇ                                                                                 | (1)作詞作曲編曲：halyosy (2)作詞作曲編曲：阿久津健太郎 | 通常盤：CD 限定盤：CD+DVD『ほんと？うそ？催眠術でめせもあ。が苦手を克服！』                                                                                 |
| 9                  | 殺生石セッション                                   | 2021年11月7日  | (1)殺生石セッション (2)オペラグラス (3)YAKINIKU!!                                                   | (1)作詞作曲編曲：halyosy (2)作詞：野崎弁当／作曲編曲：高本信宏 (3)作詞作曲編曲：オダケンタロー                                                                                 | サブスク配信：2021年11月7日 |
| 9                  | 殺生石セッション                                   | 2021年11月7日  | (1)殺生石セッション (2)オペラグラス (3)YAKINIKU!!                                                   | (1)作詞作曲編曲：halyosy (2)作詞：野崎弁当／作曲編曲：高本信宏 (3)作詞作曲編曲：オダケンタロー                                                                                 | 通常盤：CD 限定盤：CD+DVD『グランピングだと思ったら蒲田じゃねーか！！』                                                                                     |
| 10                 | カラメテ                                           | 2022年5月26日  | (1)カラメテ (2)Majesta (3)きっと、ずっとね                                                          | (1)作詞作曲編曲：halyosy (2)作詞：内野歩／作曲：Ryota Nakai、内野歩 & さいとう涼 (3)作詞：内野歩 & さいとう涼／作曲：Ryota Nakai、内野歩 & さいとう涼                          | サブスク配信：2022年5月26日 |
| 10                 | カラメテ                                           | 2022年5月26日  | (1)カラメテ (2)Majesta (3)きっと、ずっとね                                                          | (1)作詞作曲編曲：halyosy (2)作詞：内野歩／作曲：Ryota Nakai、内野歩 & さいとう涼 (3)作詞：内野歩 & さいとう涼／作曲：Ryota Nakai、内野歩 & さいとう涼                          | 限定盤：CD+Blu-ray『カラメテ』MVメイキング |
| 11                 | イイコノママデ                                     | 2022年11月15日 | (1)イイコノママデ (2)Another Me (3)この先36号線                                                     | (1)作詞：にーちゃん／作曲：halyosy (2)作詞：内野歩／作曲：Toshiya Hosokawa、内野歩 & さいとう涼 (3)作詞：野崎弁当／作曲：わんちゃんわんわんねこにゃんにゃん                    | サブスク配信：2022年11月15日 |
| 11                 | イイコノママデ                                     | 2022年11月15日 | (1)イイコノママデ (2)Another Me (3)この先36号線                                                     | (1)作詞：にーちゃん／作曲：halyosy (2)作詞：内野歩／作曲：Toshiya Hosokawa、内野歩 & さいとう涼 (3)作詞：野崎弁当／作曲：わんちゃんわんわんねこにゃんにゃん                    | 限定盤：CD+Blu-ray『アフリカンサファリにいってみた』 |
| 12                 | 銀河系クラシック                                   | 2023年7月30日  | (1)銀河系クラシック (2)ヨーソロー！ (3)FIRE NOXO                                                    | (1)作詞作曲：halyosy (2)作詞作曲：さいとう涼 (3)作詞作曲：MOTSU | サブスク配信：2023年7月29日 |
| 12                 | 銀河系クラシック                                   | 2023年7月30日  | (1)銀河系クラシック (2)ヨーソロー！ (3)FIRE NOXO                                                    | (1)作詞作曲：halyosy (2)作詞作曲：さいとう涼 (3)作詞作曲：MOTSU | |
| 13                 | White Wolf                                         | 2023年11月4日  | (1)White Wolf (2)君宿り (3)forget me not                                                            | (1)作詞作曲：halyosy (2)作詞作曲：阿久津健太郎 (3)作詞作曲：金井政人（BIGMAMA）                                                                                                | サブスク配信：2023年11月4日 |
| 13                 | White Wolf                                         | 2023年11月4日  | (1)White Wolf (2)君宿り (3)forget me not                                                            | (1)作詞作曲：halyosy (2)作詞作曲：阿久津健太郎 (3)作詞作曲：金井政人（BIGMAMA）                                                                                                | |
| 14                 | I'm sorry, I love you                              | 2024年1月25日  | (1)I'm sorry, I love you (2)24ヘヴン (3)MILA MILA                                                   | (1)作詞：Funk Uchino／作曲：Toshiya hosokawa、Funk Uchino&さいとう涼 (2)作詞作曲：阿久津健太郎 (3)作詞：おっちょこバニー／作曲：小高光太郎&UiNA                                | サブスク配信：2024年1月25日 |
| 14                 | I'm sorry, I love you                              | 2024年1月25日  | (1)I'm sorry, I love you (2)24ヘヴン (3)MILA MILA                                                   | (1)作詞：Funk Uchino／作曲：Toshiya hosokawa、Funk Uchino&さいとう涼 (2)作詞作曲：阿久津健太郎 (3)作詞：おっちょこバニー／作曲：小高光太郎&UiNA                                | |
| 15                 | 愛してる体感BABY                                   | 2024年8月6日   | (1)愛してる体感BABY (2)New Journey                                                                  | (1)作詞作曲：つんく (2)作詞作曲：阿久津健太郎 | サブスク 配信：2024年7月30日 |
| 15                 | 愛してる体感BABY                                   | 2024年8月6日   | (1)愛してる体感BABY (2)New Journey                                                                  | (1)作詞作曲：つんく (2)作詞作曲：阿久津健太郎 | 初の全国流通CD |
| 16                 | Eyes On You                                        | 2024年10月11日 | (1)Eyes On You (2)ぱんぷきん Pump it!!                                                              | (1)作詞：Gigi／作曲：Toshiya Hosokawa, Gigi, さいとう涼 (2)作詞作曲：阿久津健太郎                                                                                              | サブスク配信：2024年10月5日 |
| 16                 | Eyes On You                                        | 2024年10月11日 | (1)Eyes On You (2)ぱんぷきん Pump it!!                                                              | (1)作詞：Gigi／作曲：Toshiya Hosokawa, Gigi, さいとう涼 (2)作詞作曲：阿久津健太郎                                                                                              | |
| 17                 | FACSTORY                                           | 2025年6月24日  | | | |

### アルバム
| #                  | タイトル       | 発売日        | 収録曲 | 作家 | ボーカル担当 | 仕様・販売種類 |
| ------------------ | -------------- | ------------- | --- | --- | --- | --- |
| 『むすめん。』名義 |                |               | | | | |
| 1                  | Wonder Dream   | 2014年4月26日 | 1. You're the love 2. ぱじ+なる-まじ=かる 3. LIAR! 4. 自己中ズル脳 5. 気まぐれﾌﾟﾘﾝｽ 6. バーロー！ヒーロー！ 7. 参年タイムキーパー 8. War Cry ～アイドル気取りで何が悪い！～ '14 9. 青春ロードムービー                                                | 1、7～9.作詞作曲編曲：halyosy 2.作詞：れをる／作曲編曲：ギガ 3.作詞作曲編曲：梅とら 4.作詞作曲編曲：koma'n 5.作詞作曲編曲：emon 6.作詞作曲編曲：HoneyWorks | 5.気まぐれﾌﾟﾘﾝｽ | CD+DVD 『サマー☆ビーナス』Dance Shot Ver.、『voyager』MV、舞台裏「単独ツアー2013秋冬」、『むすめん。告白してみた♡』 |
| 1                  | Wonder Dream   | 2014年4月26日 | 1. You're the love 2. ぱじ+なる-まじ=かる 3. LIAR! 4. 自己中ズル脳 5. 気まぐれﾌﾟﾘﾝｽ 6. バーロー！ヒーロー！ 7. 参年タイムキーパー 8. War Cry ～アイドル気取りで何が悪い！～ '14 9. 青春ロードムービー                                                | 1、7～9.作詞作曲編曲：halyosy 2.作詞：れをる／作曲編曲：ギガ 3.作詞作曲編曲：梅とら 4.作詞作曲編曲：koma'n 5.作詞作曲編曲：emon 6.作詞作曲編曲：HoneyWorks | 5.気まぐれﾌﾟﾘﾝｽ | DVD『告白してみた』収録メンバー別に3種類                                                                            |
| 2                  | 2222           | 2015年4月25日 | 1. サマー☆ビーナス ～真夏のアイドル～（Album Ver.） 2. 白い服を君と 3. Would you like to dance with me? 4. マジカルステッキ☆ 5. アンラッキー☆BOY(´・ω・`) 6. Last Regret 7. ON 8. 悲しみフォトグラフ 9. ボクらのテリトリー 10. みかん（Bonus Track） | 1～2、8～9.作詞作曲編曲：halyosy 3.作詞作曲編曲：takamatt 4、6.作詞：mui／作曲編曲：Dios/シグナルP 5.作詞：渡辺光 & 渡辺祐輝／作曲編曲：GrandStand 7.作詞作曲：さつきがてんこもり／編曲：colate 10.編曲：Maxi | 2.白服 3.気まぐれﾌﾟﾘﾝｽ・とみたけ 4.フォーゲル・あおい・気まぐれﾌﾟﾘﾝｽ 5.白服・あおい・気まぐれﾌﾟﾘﾝｽ・とみたけ・二番煎じ 6.白服・野崎弁当・二番煎じ・ノックソ・あおい・とみたけ | CD+DVD 『むすめん。体力測定』、『むすめん。舞台「INNOCENT BOYS」』                                                  |
| 2                  | 2222           | 2015年4月25日 | 1. サマー☆ビーナス ～真夏のアイドル～（Album Ver.） 2. 白い服を君と 3. Would you like to dance with me? 4. マジカルステッキ☆ 5. アンラッキー☆BOY(´・ω・`) 6. Last Regret 7. ON 8. 悲しみフォトグラフ 9. ボクらのテリトリー 10. みかん（Bonus Track） | 1～2、8～9.作詞作曲編曲：halyosy 3.作詞作曲編曲：takamatt 4、6.作詞：mui／作曲編曲：Dios/シグナルP 5.作詞：渡辺光 & 渡辺祐輝／作曲編曲：GrandStand 7.作詞作曲：さつきがてんこもり／編曲：colate 10.編曲：Maxi | 10はクレジット表記のみでブックレット歌詞未掲載 | DVD『体力測定』収録メンバー別に3種類                                                                                |
| 3                  | Thanks!        | 2016年4月2日  | 1. むしゃむしょサンキュー 2. second step 3. 楽観烈破 4. 君と見た景色の先に 5. Because of You 6. てんてん天使 7. ココロノ悪魔 8. たじたじ＊ファンタジー ～君のアイドルになりたくて～（Album Ver.） 9. あすの日に灯をともそう                          | 1、6～9.作詞作曲編曲：halyosy 2.作詞作曲編曲：baker 3.作詞作曲編曲：Last Note. 4.作詞作曲編曲：OSTER project 5.作詞作曲編曲：Dixie Flatline | 4.とみたけ 5.白服・にーちゃん 6.白服・気まぐれﾌﾟﾘﾝｽ・野崎弁当・ノックソ 7.二番煎じ・フォーゲル・とみたけ・にーちゃん                                                          | CD+DVD 『むすめん。学力テスト』 『てんてん天使』MV／ 『ココロノ悪魔』MV                                             |
| 3                  | Thanks!        | 2016年4月2日  | 1. むしゃむしょサンキュー 2. second step 3. 楽観烈破 4. 君と見た景色の先に 5. Because of You 6. てんてん天使 7. ココロノ悪魔 8. たじたじ＊ファンタジー ～君のアイドルになりたくて～（Album Ver.） 9. あすの日に灯をともそう                          | 1、6～9.作詞作曲編曲：halyosy 2.作詞作曲編曲：baker 3.作詞作曲編曲：Last Note. 4.作詞作曲編曲：OSTER project 5.作詞作曲編曲：Dixie Flatline | 7はあおいレコーディング不参加 | DVD収録MV別に2種類                                                                                                  |
| 『ベストアルバム』 |                |               | | | | |
| 1                  | むすめん。     | 2017年1月22日 | 1. War Cry ～アイドル気取りで何が悪い！～ 2. サマー☆ビーナス ～真夏のアイドル～ 3. たじたじ＊ファンタジー ～君のアイドルになりたくて～ 4. Honey Bee 5. Rabbit Jump!! 6. Chameleon Color 7. 灼熱！鬼ヶ島DANJI 8. 新鮮！竜宮城RENBO 9. 着陸！月面ZENBU | 作詞作曲編曲：halyosy | | CD |
| 『MeseMoa.』名義   |                |               | | | | |
| 1                  | Secret         | 2017年4月29日 | 1. Shadow Kiss 2. ラブチア 3. 曖昧ジゴロ 4. 今だけは… 5. Sealing Lights 6. ニバンセンジ 7. Black Rose 8. 絶好調days | 1～2.作詞作曲編曲：halyosy 3、8.作詞作曲編曲：宮崎歩 4.作詞：月島／作曲編曲：Dios/シグナルP 5.作詞作曲編曲：Mikkii(fixsodia) 6.作詞作曲編曲：TOKOTOKO 7.作詞：とらんぺっとぷーこ／作曲編曲：Dios/シグナルP | 3.白服・気まぐれﾌﾟﾘﾝｽ・あおい・とみたけ・にーちゃん 4.二番煎じ・ノックソ・とみたけ 5.気まぐれﾌﾟﾘﾝｽ・あおい・にーちゃん 6.二番煎じ 7.白服・野崎弁当                            | CD+DVD 『Shadow Kiss』MV、メイキング／ 『ラブチア』MV、メイキング                                                   |
| 1                  | Secret         | 2017年4月29日 | 1. Shadow Kiss 2. ラブチア 3. 曖昧ジゴロ 4. 今だけは… 5. Sealing Lights 6. ニバンセンジ 7. Black Rose 8. 絶好調days | 1～2.作詞作曲編曲：halyosy 3、8.作詞作曲編曲：宮崎歩 4.作詞：月島／作曲編曲：Dios/シグナルP 5.作詞作曲編曲：Mikkii(fixsodia) 6.作詞作曲編曲：TOKOTOKO 7.作詞：とらんぺっとぷーこ／作曲編曲：Dios/シグナルP | 3.白服・気まぐれﾌﾟﾘﾝｽ・あおい・とみたけ・にーちゃん 4.二番煎じ・ノックソ・とみたけ 5.気まぐれﾌﾟﾘﾝｽ・あおい・にーちゃん 6.二番煎じ 7.白服・野崎弁当                            | DVD収録MV別に2種類                                                                                                  |
| 2                  | It's Showtime! | 2019年1月29日 | 1. MIDNIGHT D(R)IVE 2. アラビアンラプソディー 3. Vampire Kiss 4. UNBALANCE BOY 5. REi 6. SOMEDAY 7. Love!×2 Chu!×2 Yeah!!×3 8. 時計じかけのロマンティカ 9. Hey, brother! 10. 庭の樹 11. ハピハピバスデ                                               | 1.作詞作曲編曲：RAM RIDER 2、6、8.作詞作曲編曲：阿久津健太郎 3.作詞：メイリア(GARNiDELiA)／作曲編曲：toku(GARNiDELiA) 4、10.作詞作曲編曲：halyosy 5.作詞：とらんぺっとぷーこ／作曲編曲：Dios/シグナルP 7.作詞作曲編曲：Mikkii(fixsoia) 9.作詞：にーちゃん／作曲編曲：阿久津健太郎 11.作詞：halyosy & MeseMoa.／作曲編曲：halyosy                                                                                | 5.気まぐれﾌﾟﾘﾝｽ・二番煎じ 6.白服・とみたけ・にーちゃん 9.にーちゃん | CD+DVD 『MeseMoa.クッキングバトル!!』                                                                               |
| 2                  | It's Showtime! | 2019年1月29日 | 1. MIDNIGHT D(R)IVE 2. アラビアンラプソディー 3. Vampire Kiss 4. UNBALANCE BOY 5. REi 6. SOMEDAY 7. Love!×2 Chu!×2 Yeah!!×3 8. 時計じかけのロマンティカ 9. Hey, brother! 10. 庭の樹 11. ハピハピバスデ                                               | 1.作詞作曲編曲：RAM RIDER 2、6、8.作詞作曲編曲：阿久津健太郎 3.作詞：メイリア(GARNiDELiA)／作曲編曲：toku(GARNiDELiA) 4、10.作詞作曲編曲：halyosy 5.作詞：とらんぺっとぷーこ／作曲編曲：Dios/シグナルP 7.作詞作曲編曲：Mikkii(fixsoia) 9.作詞：にーちゃん／作曲編曲：阿久津健太郎 11.作詞：halyosy & MeseMoa.／作曲編曲：halyosy                                                                                | 11.シークレットトラック（タイトル・歌詞共にブックレット未記載） | ジャケットデザイン別に2種類                                                                                         |
| 3                  | solomove       | 2021年2月12日 | 1. Mercury Eyes 2. Vernus ～Close to me～ 3. DIVE TO MARS 4. Crazy Jupiter 5. サターンズリング 6. Uranus Tactics 7. Neptune 8. 冥王星シンドローム 9. ハネMOONロケット                                                                                | 1、5、9.作詞作曲編曲：阿久津健太郎 2、7～8.作詞作曲：GAKU／編曲：JUNKI, GAKU 3.作詞作曲編曲：さいとう涼 4、6.作詞：内野歩／作曲：Ryota Nakai, 内野歩 & さいとう涼／編曲：さいとう涼 & Ryota Nakai | 1.気まぐれﾌﾟﾘﾝｽ 2.とみたけ 3.あおい 4.二番煎じ 5.野崎弁当 6.ノックソ 7.フォーゲル 8.にーちゃん 9.白服                                                                         | CD |
| 3                  | solomove       | 2021年2月12日 | 1. Mercury Eyes 2. Vernus ～Close to me～ 3. DIVE TO MARS 4. Crazy Jupiter 5. サターンズリング 6. Uranus Tactics 7. Neptune 8. 冥王星シンドローム 9. ハネMOONロケット                                                                                | 1、5、9.作詞作曲編曲：阿久津健太郎 2、7～8.作詞作曲：GAKU／編曲：JUNKI, GAKU 3.作詞作曲編曲：さいとう涼 4、6.作詞：内野歩／作曲：Ryota Nakai, 内野歩 & さいとう涼／編曲：さいとう涼 & Ryota Nakai | 1.気まぐれﾌﾟﾘﾝｽ 2.とみたけ 3.あおい 4.二番煎じ 5.野崎弁当 6.ノックソ 7.フォーゲル 8.にーちゃん 9.白服                                                                         | 配信のみで行われた2020年ツアー『GALAXY 5.』にて披露されたメンバーソロ曲集                                           |
| 4                  | LOST NUMBER    | 2021年4月29日 | 1. イッツ・ア・ワンダーランド 2. レアモンスター 3. 狂喜乱舞 4. ヒトリヨガリヨ 5. Polaris 6. To-ToooooI!!! 7. サクラサクラブ 8. KANCHIGUY 9. Over You 10. 雨に君に光を 11. 陽之鳥                                                                     | 1.作詞：村木海季男／作曲編曲：ソラノアルト 2.作詞：Junxix. & GAKU／作曲：GAKU／編曲：GAKU, JUNKI 3、10.作詞作曲編曲：阿久津健太郎 4.作詞：ヨネヤマユキ／作曲編曲：宮崎歩 5.作詞作曲編曲：GRANDSTAND 6.作詞作曲編曲：さいとう涼 7、8.作詞作曲：ゆーき(GRANDSTAND)／編曲：かずぼーい。 9.作詞：nozomi*／作曲：Toshiya Hosokawa, 内野歩 & さいとう涼／編曲：Toshiya Hosokawa & さいとう涼 11.作詞作曲編曲：halyosy | 6.フォーゲル・野崎弁当・にーちゃん 7.白服・気まぐれﾌﾟﾘﾝｽ・二番煎じ・ノックソ 8.あおい・とみたけ                                                                               | CD+DVD 『スキー場に遊びにきた』                                                                                     |

※2024年1月25日リリース『I'm sorry, I love you』までのCDはレーベルを介さずイベント会場及び通信販売での限定発売。2024年8月6日リリース『愛してる体感BABY』以降はロックフィールドを介した全国流通。

### 映像作品等

#### ライブDVD
| #                   | タイトル | 発売日         | 仕様      | 備考 |
| ------------------- | --- | -------------- | --------- | --- |
| 『むすめん。』 名義 | |                |           | |
| 1                   | むすめん。1st LIVE DVD 『全国ツアー2014 ～夏★彡MEETING！会いドル気取り真っ最chu♡～』                          | 2014年11月23日 | DVD       | 2014年8月23日東京・duo MUSIC EXCHANGEにて収録（ハロー!プロジェクト曲収録なし） 【特典映像】『会いドル気取り真っ最chu♡オーディオコメンタリー』 『Don't Look Back集』 |
| 2                   | むすめん。2nd LIVE DVD 『むすめん。単独ライブ in Zeppダイバーシティ東京 ～ほっぷ ステップ Zeeeeeeeeeepp!!～』 | 2015年4月25日  | DVD 2枚組 | 2015年1月2日東京・Zeppダイバーシティ東京にて収録（ハロー!プロジェクト曲も収録あり）                                                                                 |
| 3                   | むすめん。3rd LIVE DVD 『全国ツアー2015夏 ファイナルSP ～Dream of 2222～』                                    | 2015年11月15日 | DVD 2枚組 | 2015年8月16日東京・中野サンプラザにて収録（ハロー!プロジェクト曲収録なし）                                                                                          |
| 4                   | むすめん。3rd LIVE DVD 『全国ツアー2015夏 ファイナルSP ～Dream of 2222～完全版』                              | 2016年5月30日  | DVD 2枚組 | 期間限定で募集が行われた完全受注生産での販売 ハロー!プロジェクト曲も収録した完全版                                                                                  |
| 5                   | むすめん。6th LIVE DVD 『47 TOUR FINAL ぜあらる。卒業 ～Special Thanks!～』                                   | 2018年12月24日 | DVD 3枚組 | 2017年1月22日東京・中野サンプラザにて収録（ハロー!プロジェクト曲収録なし） 【特典映像】当日1部でのみ行われた演目および映像を収録                                    |
| 『MeseMoa.』 名義   | |                |           | |
| 1                   | MeseMoa.1stDVD 『MeseMoa.全国ツアー2018「Maze No.9」』                                                        | 2019年4月27日  | DVD 4枚組 | 2018年12月24日東京・TOKYO DOME CITY HALLにて収録 |
| 2                   | MeseMoa.2nd DVD 『MeseMoa.全国ツアー2019【Ch.8～チャンネル8～】ツアーファイナル パシフィコ横浜公演』          | 2020年9月      | DVD 3枚組 | 2019年8月4日神奈川・パシフィコ横浜 国立大ホールにて収録 ※発売日のクレジットなし                                                                                     |
| 3                   | MeseMoa.3rd DVD 『MeseMoa.全国ツアー2020「GALAXY.5」』                                                        | 2022年4月3日   | DVD       | 2020年8月28日の配信ライブの模様を映像化 |
| 4                   | MeseMoa.4th Blu-ray 『MeseMoa.単独ライブ2021 幕張メッセ「Continue 〜強くてニューゲーム〜」』                  | 2022年4月3日   | Blu-ray   | 2021年4月29日千葉・幕張メッセイベントホールにて収録 |
| 5                   | MeseMoa.5th Blu-ray MeseMoa.日本武道館公演2023「Messa9e More」                                                | 2023年12月7日  | Blu-ray   | 2023年3月14日東京・日本武道館にて収録 |
| 6                   | MeseMoa.6th Blu-ray MeseMoa.ホールツアー2023「イルミラクル」FINAL 〜Dear イルミィ From 9〜                    | 2024年6月      | Blu-ray   | 2023年12月8日神奈川・横浜アリーナにて収録 |

※DVD・Blu-rayはイベント会場及び通信販売での限定発売

#### その他
| # | タイトル                                                 | 発売日                 | 仕様 | 備考                                         |
| - | -------------------------------------------------------- | ---------------------- | ---- | -------------------------------------------- |
| 1 | 『しぇあむす。』 むすめん。1st PHOTO BOOK めいきんぐ DVD | 2015年12月11日         | DVD  | 商品番号EBDVD-1032                           |
| 2 | むすたま。DVD(Vol.1～Vol.4)                              | 2016年2月17日～4月15日 | DVD  | 期間限定で募集が行われた完全受注生産での販売 |
| 3 | オレンジ                                                 | 2017年1月22日          | DVD  | ぜあらる。卒業記念DVD                        |

※商品番号のないDVDはイベント会場及び通信販売での限定発売

### テレビ
- むすたま。(毎週日曜日午前2:00～2:30、2015年10月4日～2016年6月26日、テレビ埼玉)
- みんなでつくる みんチャン！(白服・あおい・気まぐれプリンスのみ、毎週火曜日午後20:30～20:55、2016年7月5日～2016年9月27日、東京メトロポリタンテレビジョン)

### ラジオ
- むすめん。ぜあらる。のお雑談RADIO(ぜあらる。、他メンバーはゲストとして登場)（2016年1月2日～2017年1月21日、FM-FUJI)
- ぜあらる。のお雑談RADIO Returns！(サブパーソナリティ・にーちゃん、*ChocoLate Bomb!!・れお、パンダドラゴン・ようた、メンバーはゲストとして登場)（2017年4月7日～、FM-FUJI)
- 野崎弁当&とみたけの「めせもあ。魂～声優への道」(MC・野崎弁当、とみたけ、ゲスト・MeseMoa.メンバー・第一弾:水島裕、第二弾:三ツ矢雄二、第三弾:キートン山田、第四弾:三間雅文、第五弾:水島精二、第六弾:柴田秀勝、第七弾:古川登志夫、第八弾:森山周一郎、第九弾:小原乃梨子、第十弾:朴璐美)（2017年4月12日～2018年2月28日、スマホでUSEN)

### 舞台・ミュージカル
- 舞台「INNOCENT BOYS」（YOKOHAMA O-SITE、2015年3月25日 - 27日、6公演）
- ミュージカル「Cry for thr MOON‐月に捧げる唄‐」（砂岡事務所プロデュース公演、よみうりホール、2017年12月21日 - 26日、9公演）（オリジナルサウンドトラックCD、パーフェクトフォトブック、公演DVD発売）
- ミュージカル「Re:Trigger」（砂岡事務所プロデュース公演、原宿クエストホール、2019年3月20日 - 25日、11公演）（公演DVD発売）
- 朗読ミュージカル「Re:Trigger THE LIVE ON STAGE」（主催：CCCreation、神田明神ホール、2019年11月5日 - 7日、5公演）- 「Re:Trigger」のスピンオフ（公演DVD発売）
- ミュージカル「Phantom Quest」（主催：CCCreation、HY TOWN HALL、2020年11月5日 - 15日、16公演）（劇場チケットの他、アーカイブ付き配信視聴チケット販売）

### 書籍・雑誌
- 歌ってみたの本 2014-2017 （KADOKAWA/エンターブレイン、2014年08月01日）ISBN 978-4047298811
- click clap!! vol.1-6 （カレイドスコープ社/グリニッジクリエイティブマネジメント、2014年11月20日）
- 『しぇあむす。』 むすめん。 1st PHOTO BOOK（KADOKAWA、UGC企画課 2015年11月20日）ISBN 978-4047307247
- 『KISS』（イーネット・フロンティア 、2017年4月24日）ISBN 978-4862059055
- 『Mesemoa.FIRST PHOTOBOOK～むすめん。名前変えたってよ～』（主婦と生活社、2017年6月2日）ISBN 978-4391150513
- MeseMoa. とみたけ 1stソロ写真集『とみたん』（株式会社エムアップ、2017年11月25日）ISBN 978-4908984044
- MeseMoa. 二番煎じ 1stソロ写真集 『煎じ』（株式会社エムアップ、2017年11月25日）ISBN 978-4908984037
- MeseMoa. ノックソ 1stソロ写真集 『のっくん』（主婦と生活社、2018年3月19日）ISBN 978-4391151718
- MeseMoa. ノックソ 1stソロ写真集『ノックン』（主婦と生活社、2018年3月19日）ISBN 978-4391151725
- MeseMoa. 白服 1stソロ写真集 『しろろ』（主婦と生活社、2018年11月28日）ISBN 978-4391152715
- MeseMoa. 野崎弁当 1stソロ写真集 『野崎さん』（主婦と生活社、2018年11月28日）ISBN 978-4391152708
- MeseMoa. あおい ファースト写真集 『あおい』（主婦と生活社、2019年2月1日）ISBN 978-4391153187
- 今川碧海 ファースト写真集 『碧海』（主婦と生活社、2019年2月1日）ISBN 978-4391153194
- 気まぐれプリンス ファースト写真集 『気まぐれプリンス』（主婦と生活社、2019年11月29日）ISBN 978-4391154276
- フォーゲル ファースト写真集 『Forgeru』（主婦と生活社、2019年11月29日）ISBN 978-4391154283
- にーちゃん ファースト写真集 『兄』（主婦と生活社、2019年11月29日）ISBN 978-4391154290
- MeseMoa. 写真集『MeseMoa. MEMORIAL BOOK From JUNON with love.』（主婦と生活社、2023年11月21日）ISBN 978-4-391-16095-6

### CM・タイアップ
- Google『Chromecast』WebCM 『夢中になろう。YouTube を、テレビへ。(むすめん。篇）』(とみたけ、あおい、二番煎じ）曲：BABYMETAL『ギミチョコ!!』[27]
- 常盤薬品工業『眠眠打破』WebCM『仲良しイケメン高校生が勉強中に…』篇　『ゲーム実況中に起きた悲劇・・・』篇
- 『Chameleon Color』/「ウタ娘」EDテーマ（テレビ埼玉）
- 『Dance Dance!!』/「みんなでつくる みんチャン！」EDテーマ(東京メトロポリタンテレビジョン)[28]
- 『愛してる体感BABY』/「バズリズム02」2024年7月EDテーマ（日本テレビ）、「ビートニクス」2024年8月EDテーマ（岩手めんこいテレビ）

## ライブ
MeseMoa.(むすめん。)主催単独ライブのみ。
| 年     | 日程                | タイトル                                                                                       | 会場 | 備考 |
| ------ | ------------------- | ---------------------------------------------------------------------------------------------- | --- | --- |
| 2013年 | 3月24日             | むすめん。単独らいぶッ!2013春 ～アイドル気取りで何が悪い！～                                   | 3/24 大阪 amhall | |
| 2013年 | 4月29日             | むすめん。単独ミニらいぶッ!～in 東京～                                                         | 4/29 東京 Birth 新宿 | とみたけ加入 |
| 2013年 | 10月19日 - 翌1月4日 | むすめん。単独ツアー2013秋冬 ～なりきりっ☆男子ING～                                            | 4会場 10/19 大阪 am hall 11/3 福岡 BEAT STATION 12/7 愛知 名古屋HOLIDAY NEXT 2014/1/4 東京 新宿BLAZE | 1/4 東京公演にてにーちゃん活動休止を発表 |
| 2014年 | 6月14日 - 9月6日    | むすめん。全国ツアー2014 ～夏☆彡MEETING!会いドル気取り真っ最chu♡～                             | 11会場 6/14 東京 TSUTAYA O-Crest 7/5 静岡 Sunashubr 7/6 愛知 ElectricLadyLand 7/19 岡山 MO:GLA 7/20 大阪 amHALL 7/26 宮城 HooK SENDAI 7/27 栃木 宇都宮HELLO DOLLY 8/9 福岡 あるあるYY劇場 8/10 広島 HIROSHIMA 4.14 8/23 東京 duo MUSIC EXCHANGE 9/6 北海道 DUCE | とみたけ体調不良のため栃木公演を欠席 |
| 2015年 | 1月2日              | むすめん。単独ライブ in Zeppダイバーシティ東京 ～ほっぷ ステップ Zeeeeeeeeeepp!!～             | 1/2 東京 Zeppダイバーシティ東京 | 中野サンプラザ公演発表 |
| 2015年 | 5月16日 - 8月1日    | むすめん。全国ツアー2015夏 ～ビーナス探知機きゅぴぴぴぴーん⤴⤴～                                | 14会場15公演 5/16 東京 多摩永山情報教育センター 5/17 東京 多摩永山情報教育センター 5/24 愛知 Live Hall M.I.D 5/30 富山 MAIRO 6/6 沖縄 桜坂セントラル 6/20 大阪 エル・シアター 6/27 茨城 水戸ライトハウス 7/4 神奈川 F.A.D YOKOHAMA 7/5 埼玉 HEAVEN’S ROCKさいたま新都心 7/12 新潟 Live Hall GOLDEN PIGS RED STAGE 7/18 福岡 BEAT STATION 7/20 広島 ナミキジャンクション 7/25 栃木 HEAVEN'S ROCK 宇都宮VJ-2 7/26 宮城 仙台CLUB JUNK BOX 8/1 静岡 LiveHouse浜松窓枠 | ぜあらる。体調不良のため神奈川公演途中欠席、埼玉公演を欠席 フォーゲル体調不良のため栃木公演、宮城公演を欠席 |
| 2015年 | 8月16日             | むすめん。全国ツアー2015夏 ファイナルSP ～Dream of 2222～                                      | 8/16 東京 中野サンプラザ | にーちゃん活動再開 |
| 2015年 | 12月23日、12月27日  | むすめん。感謝祭2015冬 ～Re:START～                                                            | 2会場4公演 12/23 神奈川 ハーモニーホール座間 12/27 大阪 森ノ宮ピロティホール | このツアーから1日2回公演となる |
| 2016年 | 4月9日 - 翌1月8日   | むすめん。全国47都道府県ツアー ～Thanks!～                                                     | 47会場96公演 4/9 東京 ディファ有明 5/3 愛媛 松山サロンキティ 5/4 香川 高松MONSTER 5/5 岡山 岡山CRAZYMAMA KINGDOM 5/7 兵庫 神戸SLOPE 5/8 京都 京都FANJ 5/21 岐阜 岐阜club-G 5/22 静岡 静岡サウンドシャワーアーク 6/4 福島 郡山Hip Shot Japan 6/5 山形 山形ミュージック昭和セッション 6/11 石川 金沢EIGHT HALL 6/12 長野 長野CLUB JUNK BOX 6/18 佐賀 佐賀GEILS 6/19 長崎 DRUM Be-7 7/2 神奈川 横浜Bay Hall 7/3 茨城 水戸ライトハウス 7/17 青森 青森Quarter 7/18 宮城 仙台CLUB JUNK BOX 7/30 山口 周南ライジングホール 7/31 鳥取 米子AZTiC laughs 8/11 群馬 高崎clubFLEEZ 9/4 北海道 札幌ペニーレーン24 9/11 埼玉 HEAVEN'S ROCKさいたま新都心VJ-3 9/17 熊本 熊本B.9 V1 9/18 宮崎 宮崎WEATHER KING 9/19 鹿児島 CAPARVO HALL 9/24 徳島 club GRINDHOUSE 9/25 高知 CARAVAN SARY 10/1 三重 三重県総合文化会館小ホール 10/9 愛知 SPADE BOX 10/16 富山 富山県高岡文化会館大ホール 10/22 栃木 HEAVEN'S ROCK宇都宮VJ-2 10/29 福岡 DRUM LOGOS 10/30 大分 DRUM Be-0 11/6 千葉 柏PALOOZA 11/12 沖縄 桜坂セントラル 11/19 福井 福井響のホール 12/2 山梨 甲府CONVICTION(2部のみ開催) 12/3 山梨 甲府CONVICTION(1部のみ開催) 12/10 和歌山 和歌山SHELTER 12/11 奈良 奈良NEVERLAND 12/17 島根 松江グルーヴマシン 12/18 広島 広島クラブクアトロ 12/23 新潟 新潟LOTS 12/24 滋賀 滋賀U☆STONE 12/25 大阪 OSAKA MUSE 12/26 大阪 OSAKA MUSE 1/7 秋田 秋田Club SWINDLE 1/8 岩手 盛岡CLUB CHANGE WAVE | 基本は1日2公演 7/2 神奈川公演2部にてぜあらる。卒業を発表 9/4 北海道公演からぜあらる。ツアー復帰 にーちゃん体調不良のため奈良公演を欠席 |
| 2017年 | 1月22日             | むすめん。全国47都道府県ツアーファイナルぜ あらる。卒業 ～Special Thanks!～                    | 1/22 東京 中野サンプラザ | ぜあらる。卒業 |
| 2017年 | 5月3日 - 8月5日     | MeseMoa.ホールツアー ～むすめん。名前変えたってよ～                                            | 20会場39公演 5/3 神奈川 ハーモニーホール座間 5/5 千葉 千葉市民会館大ホール 5/6 埼玉 三郷文化会館 5/13 福岡 福岡県立ももち文化センター 5/14 熊本 熊本市植木文化ホール 5/21 愛知 日本特殊陶業市民会館 6/3 兵庫 あましんアルカイックホール オクト 6/4 大阪 松下IMPホール 6/10 宮城 日立システムズホール仙台 シアターホール 6/17 広島 JMSアステールプラザ 中ホール 6/18 岡山 岡山市立市民文化ホール 6/24 香川 ユープラザうたづ ハーモニーホール 7/8 北海道 共済ホール 7/15 群馬 高崎市文化会館(大ホール) 7/16 滋賀 草津市立草津クレアホール(1回公演) 7/17 京都 京都テルサホール 7/23 東京 サンパール荒川(大ホール) 7/29 長野 若里市民文化ホール 7/30 新潟 新潟市民プラザ 8/5 静岡 御殿場市民会館(大ホール) | にーちゃんはケガのためパフォーマンスを制限しながら7会場のみ（愛知、兵庫、大阪、広島、岡山、香川、北海道）参加 |
| 2017年 | 12月31日            | MeseMoa.カウントダウンコンサート2017 ～ワンッ！ダフル！！～                                    | 12/31 大阪 国際交流センター(大ホール) | 2部は23時スタートの年越しライブ |
| 2018年 | 5月3日 -12月24日    | MeseMoa.全国ツアー2018 「Maze No.9」                                                           | 31会場78公演 5/3 東京 サンパール荒川(1回公演) 5/4 東京 サンパール荒川 5/5 東京 サンパール荒川 5/12 佐賀 佐賀GEILS 5/13 長崎 DRUM Be-7 6/2 香川 高松MONSTER 6/3 愛媛 松山WstudioRED 6/9 愛知 NAGOYA ReNY limited 6/10 愛知 NAGOYA ReNY limited 6/16 福島 郡山HIPSHOT JAPAN 6/17 山形 ミュージック昭和 Session 6/23 大分 DRUM Be-0 6/24 福岡 DRUM Be-1 6/30 大阪 松下IMPホール 7/1 大阪 松下IMPホール 7/29 福井 響のホール 8/11 神奈川 横浜BayHall 9/8 埼玉 HEAVEN'S ROCKさいたま新都心VJ-3 9/9 埼玉 HEAVEN'S ROCKさいたま新都心VJ-3 9/22 北海道 札幌ペニーレーン24 9/23 北海道 札幌ペニーレーン24 9/29 神奈川 LANDMARK HALL 9/30 神奈川 LANDMARK HALL(2部は台風のため中止) 10/6 千葉 柏PALOOZA 10/7 東京 吉祥寺CLUB SEATA 10/8 東京 吉祥寺CLUB SEATA 10/13 山口 周南ライジングホール 10/14 広島 広島クラブクアトロ 10/20 長野 長野CLUB JUNK BOX 10/21 石川 金沢EIGHT HALL 10/27 宮城 仙台Darwin 10/28 青森 青森Quarter 11/11 静岡 静岡サウンドシャワーアーク 11/17 栃木 HEAVEN'S ROCK宇都宮VJ-2 11/18 群馬 高崎club FLEEZ 11/22 大阪 大阪BIG CAT 11/23 大阪 大阪BIG CAT 11/24 滋賀 滋賀U☆STONE 11/25 京都 京都FANJ 12/24 東京 TOKYO DOME CITY HALL | 基本は1日2公演 ストーリー脚本/演出 浅井さやか |
| 2019年 | 5月25日 - 8月4日    | MeseMoa.全国ツアー2019 「Ch8～チャンネル8～」                                                  | 7会場22公演 5/25 大阪 森ノ宮ピロティホール 5/26 大阪 森ノ宮ピロティホール 6/15 東京 大田区民ホールアプリコ 大ホール 6/16 東京 大田区民ホールアプリコ 大ホール 6/29 広島 広島市安芸区民センター 7/5 北海道 共済ホール(2部のみ開催) 7/6 北海道 共済ホール 7/13 埼玉 和光市民文化センター サンアゼリア 大ホール 7/14 埼玉 和光市民文化センター サンアゼリア 大ホール 7/20 静岡 御殿場市民文化センター 大ホール 7/21 静岡 御殿場市民文化センター 大ホール 8/4 神奈川 パシフィコ横浜 国立大ホール | 基本1日2回公演 1部はトーク中心の構成、2部は通常の公演 |
| 2019年 | 11月1日 - 12月23日  | MeseMoa.ライブツアー2019 「TIME TRAVEL.6」                                                     | 11会場22公演 11/1 鳥取 米子AZTiC laughs 11/2 鳥取 米子AZTiC laughs★ 11/8 神奈川 横浜Bay Hall 11/9 神奈川 横浜Bay Hall★ 11/11 宮崎 宮崎WEATHER KING 11/12 鹿児島 CAPARVO HALL 11/12 鹿児島 CAPARVO HALL 11/18 香川 高松fest halle 11/19 香川 高松fest halle 11/24 秋田 秋田Club SWINDLE★ 11/25 岩手 盛岡CLUB CHANGE WAVE 11/28 愛知 NAGOYA ReNY limited 11/29 愛知 NAGOYA ReNY limited 12/2 大阪 大阪BIG CAT 12/3 大阪 大阪BIG CAT 12/6 京都 京都FANJ 12/7 京都 京都FANJ★ 12/24 東京 豊洲PIT ★印は2回公演 | 12/24は追加公演 |
| 2019年 | 12月31日            | MeseMoa.カウントダウンコンサート 「Love!✕2 チューチュー! Yeah!✕3」                             | 12/31 大阪 オリックス劇場 | 2部は23時スタートの年越しライブ |
| 2020年 | 4月11日 - 8月23日   | MeseMoa.全国ホールツアー2020 「GALAXY.5」                                                      | 15会場22公演(全公演中止) 4/11 大阪 フェニーチェ堺 大ホール 4/12 大阪 フェニーチェ堺 大ホール 4/25 三重 四日市市文化会館 第1ホール 4/26 三重 四日市市文化会館 第1ホール 4/29 茨城 ザ・ヒロサワシティ会館 大ホール 5/2 千葉 千葉県文化会館 5/3 神奈川 相模女子大グリーンホール 大ホール 5/5 福岡 福岡市民会館 大ホール 5/6 福岡 福岡市民会館 大ホール 5/23 長野 ホクト文化ホール 大ホール 5/24 群馬 ベイシア文化ホール 大ホール 5/29 北海道 カナモトホール (札幌市民ホール) 5/30 北海道 カナモトホール (札幌市民ホール) 6/6 広島 上野学園ホール 6/7 広島 上野学園ホール 6/13 岩手 岩手県民会館 大ホール 6/14 宮城 東京エレクトロンホール宮城 6/21 新潟 新潟県民会館 大ホール 7/18 兵庫 神戸文化ホール 大ホール 7/19 兵庫 神戸文化ホール 大ホール 8/23 神奈川 パシフィコ横浜 国立大ホール ※第一次中止 神奈川、福岡、長野、群馬、北海道、岩手、兵庫 第二次中止 大阪 第三次中止 三重、茨城、千葉 第四次中止 広島、宮城、新潟 第五次中止 神奈川（パシフィコ横浜） | 世界的に流行したコロナウィルスの影響によりスケジュール発表後に検討を重ね、最終的にすべての開催を中止 2020年6月27日、2020年8月28日に有料配信でのライブを開催 |
| 2021年 | 1月28日             | MeseMoa.ライブ2021in豊洲PIT ～レボリューション21～                                             | 1/28 東京 豊洲PIT ★2部公演 | 2部のみ期間限定の有料配信を実施 |
| 2021年 | 3月9日              | MeseMoa.単独ライブ2021豊洲PIT 〜3月はユニット祭りでいかがですか？〜                            | 3/9 東京 豊洲PIT ★2部公演 | 2部のみ期間限定の有料配信を実施 |
| 2021年 | 4月29日             | MeseMoa.単独ライブ2021 幕張メッセ 「Continue 〜強くてニューゲーム〜」                          | 4/29 千葉 幕張メッセ 幕張イベントホール | 期間限定の有料配信を実施 |
| 2021年 | 5月29日 - 6月5日    | MeseMoa.単独ライブ2021 〜LOST NUMBER〜                                                         | 3会場 - 5/29 大阪 アムホール（延期） - 5/31 東京 豊洲PIT - 6/5 宮城 仙台PIT | 期間限定の有料配信を実施 |
| 2021年 | 8月12日 - 9月24日   | MeseMoa.コンサートツアー2021夏 「LOVE BLOOD」                                                  | 5会場 - 8/24 福岡 福岡サンパレス ホテル＆ホール - 8/29 宮城 仙台サンプラザホール - 8/31 愛知 日本特殊陶業市民会館 フォレストホール - 9/22 大阪 オリックス劇場 - 9/24 東京 中野サンプラザ | 当初発表していた日程を一部変更 ノックソ体調不良のため福岡公演を欠席 期間限定の有料配信を実施 |
| 2021年 | 12月31日            | MeseMoa.カウントダウンコンサート2021-2022 「Mix Special イェッタイガー!!」                     | 12/31 東京 TOKYO DOME CITY HALL | 年越しライブ 期間限定の有料配信を実施 |
| 2022年 | 4月3日 - 5月4日     | MeseMoa.ライブツアー10周年記念ツアー春 アイドル気取りで何が悪い！ ～MeseMoa.ハウスへようこそ～ | 6会場14公演 4/3 福島 とうほう みんなの文化センター（中止） 4/16 愛知 豊田市民文化会館 4/17 愛知 名古屋市公会堂 4/23 福岡 福岡市民会館 4/29 兵庫 あましんアルカイックホール 4/30 兵庫 あましんアルカイックホール 5/4 東京 TACHIKAWA STAGE GARDEN | 5/4 東京公演にて日本武道館公演を発表 基本1日2回公演 1部はトーク中心の構成、2部は通常の公演 4/3 福島公演は3/16に発生した福島県沖地震の影響で開催を中止 5/4 東京公演は期間限定の有料配信を実施 |
| 2022年 | 5月9日 - 7月12日    | MeseMoa.～全国ライブハウスへいこうよ～                                                         | 5会場14公演 5/9 広島 広島LIVE VANQUISH 5/10 広島 広島LIVE VANQUISH 6/8 石川 金沢EIGHT HALL 6/15 福島 郡山Hip Shot Japan 6/21 奈良 奈良EVANS CASTLE HALL 7/11 香川 高松festhalle 7/12 香川 高松festhalle | 1日2公演 |
| 2022年 | 9月7日 - 10月22日   | MeseMoa.～全国ライブハウスへいこうよ～                                                         | 6会場14公演 9/7 茨城 水戸ライトハウス 9/9 北海道 ペニーレーン24 9/21 静岡 SOUND SHOWER ark 9/26 大分 DRUM Be-0 9/27 大分 DRUM Be-0 10/13 新潟 新潟LOTS 10/22 沖縄 ミュージックタウン音市場 | 1日2公演 ノックソ体調不良のため沖縄公演欠席 |
| 2022年 | 10月10日            | MeseMoa.リクエストアワード2022                                                                 | 10/10 東京 TOKYO DOME CITY HALL | |
| 2022年 | 11月9日 - 12月18日  | MeseMoa.10周年ツアー冬 シングルコレクション                                                    | 6会場12公演 11/9 福岡 Zepp Fukuoka 11/14 東京 Zepp DiverCity 11/20 大阪 COLL JAPAN PARK OSAKA 12/6 北海道 Zepp Sapporo 12/10 宮城 トークネットホール仙台 12/18 愛知 一宮市市民会館 | 1日2公演 |
| 2022年 | 12月31日            | MeseMoa.カウントダウンコンサート2022〜俺たち卯合之衆〜                                         | 12/31 大阪 オリックス劇場 | |
| 2023年 | 3月14日             | MeseMoa.日本武道館公演2023「Messa9e More」                                                     | 3/14 東京 日本武道館 | |
| 2023年 | 5月6日 - 6月25日    | MeseMoa.ライブハウスツアー2023「ロクブンノキュウ」                                             | 6会場10公演 5/6 福岡 Drum LOGOS 5/7 福岡 Drum LOGOS 5/13 広島 広島LIVE VANQYISH 5/14 広島 広島LIVE VANQUISH 5/20 神奈川 LANDMARK HALL 5/21 神奈川 LANDMARK HALL 6/8 東京 豊洲PIT 6/18 宮城 仙台Rensa 6/24 大阪 umeda TRAD(中止) 6/25 大阪 umeda TRAD(中止) | 活動休止中の白服、二番煎じ、にーちゃんを除く6名でのツアー 6/24,25 大阪公演は公演中止 |
| 2023年 | 7月29日 - 11月19日  | MeseMoa.ホールツアー2023「イルミラクル」                                                       | 11会場13公演 7/29 茨城 ザ・ヒロサワ・シティ会館 8/6 宮城 東京エレクトロンホール宮城 8/26 静岡 御殿場市民会館 8/27 静岡 御殿場市民会館 9/2 大阪 大阪国際交流センター 9/3 大阪 大阪国際交流センター 9/9 新潟 新潟テルサ 9/15 北海道 カナモトホール 9/23 愛知 一宮市民会館 10/8 埼玉 サンシティ越谷 10/21 福岡 福岡市民会館 11/3 広島 広島JMSアステールプラザ 11/19 奈良 なら100年会館 | 12/14から各公演オンデマンド配信を実施 12/14 - 12/21 茨城公演、12/21 - 12/28 宮城公演、12/28 - 1/4 静岡(26日)公演、1/4 - 1/11 静岡(27日)公演、1/11 - 1/18 大阪(2日)公演、1/18 - 1/25 大阪(3日)公演、1/25 - 2/1 新潟公演、2/1 - 2/8 北海道公演、2/8 - 2/15 愛知公演、2/15 - 2/22 埼玉公演、2/22 - 2/29 福岡公演、2/29 - 3/7 広島公演、3/14 - 3/21 奈良公演 |
| 2023年 | 12月8日             | MeseMoa.ホールツアー2023「イルミラクルFINAL 〜Dear イルミィ From 9〜」                         | 12/8 神奈川 横浜アリーナ | 白服、フォーゲル、二番煎じ、にーちゃんの卒業公演 |
| 2023年 | 12月31日            | MeseMoa.カウントダウンコンサート2023-2024〜辰のお年Go!!!!!〜                                   | 12/31 大阪 NHK大阪ホール | 2部は23時スタートの年越しライブ 2部のみYouTubeにて無料配信 |
| 2024年 | 4月20日 - 7月16日   | MeseMoa.ライブハウスツアー2024「give me FIVE」                                                 | 11会場16公演 4/20 愛知 名古屋ReNY Limited 4/28 宮城 仙台PIT 4/29 宮城 仙台PIT 5/3 広島 広島CLUB QUATTRO 5/4 福岡 DRUM LOGOS 6/1 香川 高松festhalle 6/2 香川 高松festhalle 6/14 大阪 なんばHatch 6/15 奈良 奈良EVANS CASTLE HALL 6/16 奈良 奈良EVANS CASTLE HALL 6/28 神奈川 CLUB CITTA' 7/6 京都 京都FANJ 7/7 京都 京都FANJ 7/12 北海道 ペニーレーン24 7/16 東京 豊洲PIT | 5人体制で初となる全国ツアー。ファイナルのみ1日2公演 気まぐれﾌﾟﾘﾝｽ体調不良のため京都公演を欠席 あおい体調不良のため北海道公演、東京公演を欠席 |
| 2024年 | 12月1日 - 翌1/9     | MeseMoa. Zepp Tour2024 「New Journey」                                                         | 5会場 12/1 福岡 Zepp Fukuoka 12/6 愛知 Zepp Nagoya 12/8 大阪 Zepp Namba 12/22 北海道 Zepp Sapporo 12/26 東京 Zepp diverCity(TOKYO) 1/9 神奈川 パシフィコ横浜 | |
| 2025年 | 4月12日 - 7月12日   | MeseMoa.全国ツアー2025「phamtoM thief 〜code:M〜」                                             | 6会場 4/12 埼玉 サンシティーホール 5/4 大阪 大阪国際交流センター大ホール 5/17 愛知 岡谷鋼機名古屋公会堂大ホール 6/7 静岡 静岡SOUND SHOWER ark 6/28 福岡 DRUM LOGOS 7/12 北海道 ペニーレーン24 | |

この表に記載されている以外にも、各地でシングル・アルバム発売記念のフリーライブや、YouTubeチャンネル上でのライブ配信などを行っている。ライブではオリジナル曲以外にも、カバー曲を披露することもある。

## その他
- 多くのシングル・アルバム曲の作詞・作曲を楽曲制作者・歌手として活動するhalyosyが手掛ける。
- 2015年11月23日、メンバーのあおい(本名：今川碧海)が第28回ジュノン・スーパーボーイ・コンテストで審査員特別賞を受賞する。[39]